# La Porte du Sire de Malétroit
La Porte du Sire de Malétroit (The Sire of Malétroit's Door) est une nouvelle écrite par Robert Louis Stevenson, publiée en 1878.
.

## Historique
La Porte du Sire de Malétroit est une nouvelle écrite par Robert Louis Stevenson, publiée en janvier 1878 dans la revue Temple Bar puis dans le deuxième volume des Nouvelles mille et une nuits en juillet 1882.

En août 1877, Stevenson, débutant dans le journalisme, écrit des essais  et commet quelques petites histoires : les débuts d'un romancier.

## Résumé
Denis de Beaulieu, jeune damoiseau, rentre chez lui par les ruelles de Château-Landon en cette nuit de septembre 1429. Voulant esquiver une patrouille de soldats, il se cache dans le renfoncement d'une porte sur laquelle il s'appuie. Celle-ci cède sous son poids et il bascule à l'intérieur de la demeure d'Alain de Malétroit.

## Éditions en anglais
- The Sire of Malétroit's Door, dans le Temple Bar de janvier 1878.
- The Sire of Malétroit's Door, dans New Arabian Nights chez Chatto & Windus, 1882
- The Sire of Malétroit's Door, dans New Arabian Nights chez Scribner, 1895

## Traductions en français
- La Porte du Sire de Malétroit, traduit par Thérèse Bentzon en 1890.
- La Porte du sire de Malétroit, traduit par Isabelle Py Balibar chez SEUIL, coll. Points , 1994
- La Porte du sire de Malétroit, traduit par Charles Ballarin chez Gallimard, coll. « Bibliothèque de la Pléiade », 2001.

## Adaptation
Le Château de la terreur (The Strange Door), un film américain de Joseph Pevney, (1951).